# Mothobi Mvala
Mothobi Mvala (Provincia del Estado Libre, Sudáfrica, 14 de junio de 1994) es un futbolista de Sudáfrica que juega en la posición de defensa central con el Mamelodi Sundowns de la Premier Soccer League.

## Carrera

### Club
| Periodo   | Club              |
| --------- | ----------------- |
| 2014–2020 | Highlands Park FC |
| 2020–     | Mamelodi Sundowns |

### Selección nacional
A nivel de selecciones menores participó en los tres partidos en los Juegos Olímpicos de Río de Janeiro 2016. Debutó con Sudáfrica el 4 de julio de 2017 en la victoria por 2-0 sobre Botsuana por la Copa COSAFA 2017. También participó en la Copa Africana de Naciones 2023.

## Logros
- Premier Soccer League (1): 2020/21
- Primera División de Sudáfrica (1): 2016/17